# 8652 Acacia
A 8652 Acacia (ideiglenes jelöléssel 1990 EA5) a Naprendszer kisbolygóövében található aszteroida. Eric Walter Elst fedezte fel 1990. március 2-án.